# Matuschka (Adelsgeschlecht)

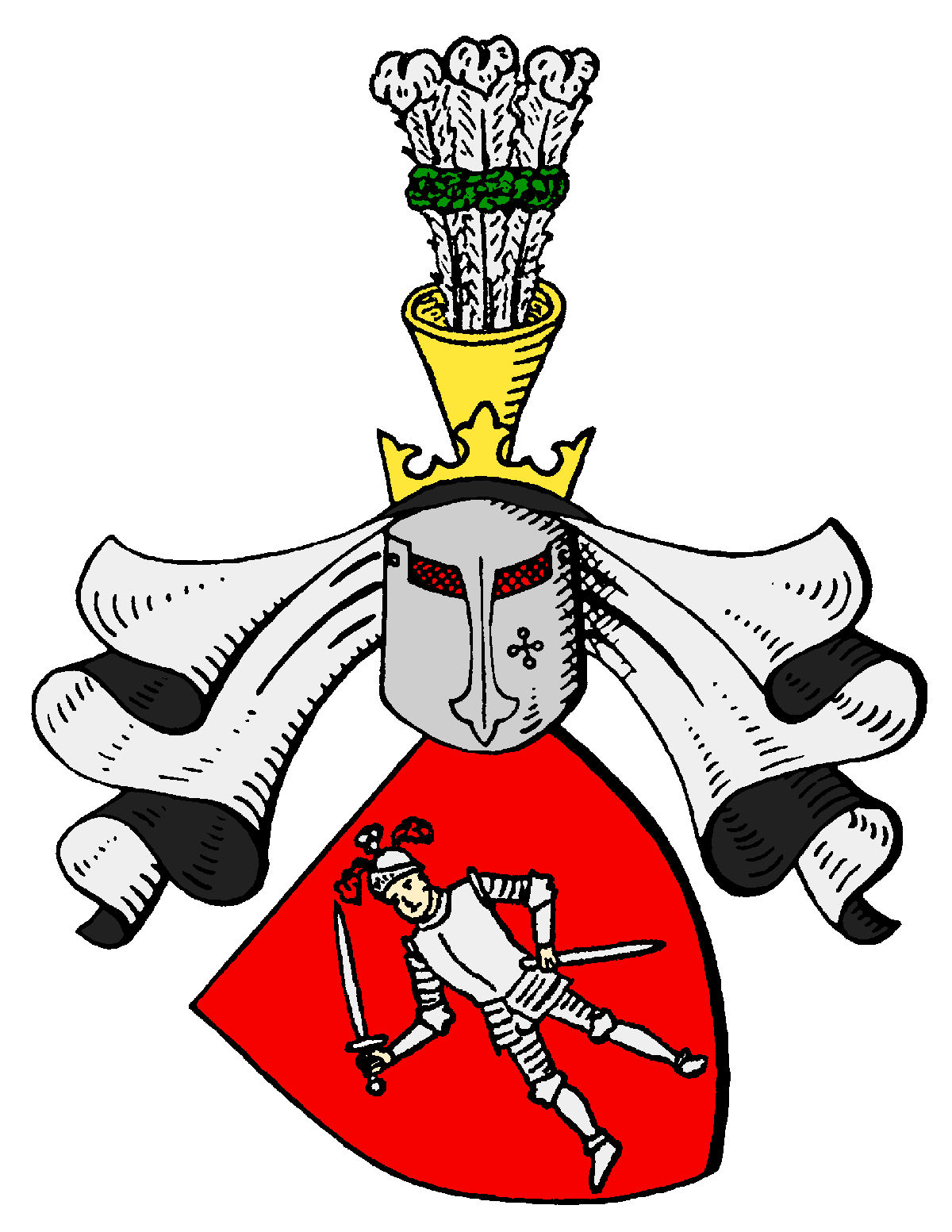
Stammwappen derer von Matuschka

Die Matuschka (tschechisch Matuška, Plural Matuškové, polnisch Matuszki) sind ein böhmisches und mährisches Adelsgeschlecht, das sich im 15. Jahrhundert auch nach Oberungarn (heutige Slowakei) und im 18. Jahrhundert nach Schlesien ausbreitete. Man rechnet die Familie Matuschka in Österreich dem Begriff „Alter Adel“ zu. Vgl. auch „Erste Gesellschaft“.
Seit 1747 führt die Familie die Titel und Namen Graf von Matuschka, Freiherr von Toppolczan und Spaetgen.

## Geschichte
Die späteren Freiherren und Grafen Matuschka entstammen einem nachweislich aus mindestens 16 Familien bestehenden südböhmischen Familienverband (eventuell Vladiken), der seit dem 13. Jahrhundert nachgewiesen ist. Seit etwa 1360 waren sie in Laznik (Lazníky) in Mähren begütert, wo 1373 urkundlich Janko (Jan/Johann) belegt ist.
Lazníky, das damals als Velké Lesinky bezeichnet wurde, gilt als Stammsitz der Laznik-Matuschka, wobei die in der heutigen Slowakei (fr. Oberungarn) gelegene Burg Topoľčany, im Zusammenhang mit der Erteilung des königlich-böhmischen Inkolates am 12. November 1804, ebenfalls von kaiserlich-österreichischer Seite als Stammsitz anerkannt worden ist. Die sichere Stammreihe beginnt urkundlich um 1440 mit dem Feldhauptmann und Rottmeister Matúš/Mathias von Laznik, der auch Matúšek genannt wurde und in Diensten des Johann Giskra von Brandeis stand. 1447 erwarb er von Milota von Tworkau den markgräflichen Hof in Przedmost (Předmostí) bei Prerau, und 1454 kämpfte er in Polen. Er war mit Elisabeth von Lisek (Eliška z Lísek) verheiratet und hinterließ die Söhne Martin, Andreas/Ondřej und Matyáš/Matúš, die als Patronym den Namenszusatz „Matuška von Laznik und Przedmost“ (tschechisch Matúšky z Lazník a Předmostí, polnisch Matuszki z Lazniku i Przedmostu) benutzten.
Matyáš/Matúš verkaufte 1493 einen Hof in Ober-Laznik (Šimakovský dvůr), 1494 saß er auf dem Hof in Laznik und später kämpfte er wie sein Vater als Rottmeister in Polen. Für die damit verbundenen Verdienste erhielt er am 18. Oktober 1519 eine Wappenbesserung durch den polnischen König Sigismund I. sowie das Prädikat „von Topolczan“ (Matúš Matuška z Topoľčan), das sich von der Burg Topoľčany im damaligen Komitat Neutra ableitet, wo er vermutlich ebenfalls kämpfte.
Dieser Matyáš/Matúš Matuška von Laznik und Przedmost ist der Stammvater des Familienzweiges „Matuška von Topolczan“. Er hinterließ die Söhne Mikuláš/Nikolaus und Matyáš/Matúš Matuška von Topolczan, der in Diensten des Johann von Pernstein stand und 1543 ebenfalls Rottmeister in Polen war. Topolczan bedeutet im Slowakischen in etwa „Pappelhain“ (Topol = Pappel). Die Namensform „Matuschka“ entspricht der österreichisch-deutschen Schreibweise.
Der Familienzweig „von Toppolczan und Spaetgen“ wurde von dem Freiherrn Friedrich Rudolf von Matuschka (1706–1770) begründet. Er heiratete Gabriele (1715–1781), eine Tochter des kurtrierschen Hofkanzlers Heinrich Gottfried von Spaetgen. Sie brachte die Herrschaft Pitschen im Landkreis Neumarkt in die Ehe. Deren Sohn war der Botaniker Heinrich Gottfried von Mattuschka.

### Titel und Rangerhöhungen
Der Landesbestallte (d. h. Statthalter) für das schlesische Erbfürstentum Schweidnitz-Jauer, Ernst Rudolph Matuschka von Topolczan, erhielt durch Kaiser Karl VI. in dessen Eigenschaft als König von Böhmen den böhmischen Freiherrenstand, nebst „Wohlgeboren“ und Rotwachsfreiheit. Die entsprechende Urkunde wurde am 3. Mai 1715 in Wien ausgestellt.
Nachdem nach dem Ersten Schlesischen Krieg 1742 fast ganz Schlesien an Preußen gefallen war, folgte am 10. September 1747 der preußische Grafenstand mit „Hoch- und Wohlgeboren“ unter Vereinigung mit Namen und Wappen des im Mannesstamm erloschenen Hauses der Reichsfreiherrn von Spaetgen, für Friedrich Rudolf Freiherrn von Matuschka und Toppolczan. Mit einer am 12. November 1804 in Wien ausgestellten Urkunde erhielt Heinrich Graf von Matuschka, Freiherr von Toppolczan und Spaetgen, das böhmische Inkolat des Grafenstandes und des Freiherrntitels von Spaetgen.
Die Titulatur der Mitglieder des Gesamthauses ist folgenden Souveränitäten zuzuordnen:
- Freiherr von Matuschka und Toppolczan (Herrenstand des Königreiches Böhmen, Heiliges Römisches Reich Deutscher Nation)
- Graf von Matuschka (Königreich Preußen, 1747 völkerrechtlich souverän und nicht Bestandteil des HRR)
- Freiherr von Spaetgen (Königreich Preußen, 1747 völkerrechtlich souverän und nicht Bestandteil des HRR)
- Inkolat (d. h. faktisch Anerkennung) des Grafenstandes im nunmehrigen Kronland Böhmen des 1804 gegründeten Kaisertum Österreich und alter Böhmischer Herrenstand
- Freiherr von Greiffenclau (Königreich Preußen, 1862 noch völkerrechtlich souverän, innerhalb des Deutschen Bundes; Titel nur innerhalb der Nachkommen des Hugo Grafen Matuschka a. d. H. Kupferberg, Matuschka v. Greiffenclau)
- Für die im früheren ungarischen Reichsteil der österreichisch-ungarischen Doppelmonarchie begüterten und ansässigen Angehörigen des Hauses (einem Zweig der Hauptlinie Pitschen: Nachkommen von Graf Gabriel u. Baronesse Marie Antoinette Döry de Jobaháza) ist in ungarischer Sprache die namentliche Bezeichnung Tapolcsányi Matuschka Gróf (danach Vorname) bzw. Grófnő (Gräfin) gebräuchlich.

### Familienzweige
Im Verlauf des 18./19. Jahrhunderts bildeten sich einzelne Familienzweige, die jeweils nach den entsprechenden Besitzungen benannt wurden: Pitschen (Pyszczyn), Bechau (Biechów), Konradswaldau (Mroviny), Kupferberg, Kosel, Drewohostitz (Dřevohostice).
Als Folge des Zweiten Weltkrieges (1939–1945) verloren die meisten Mitglieder des Hauses Matuschka ihren Besitz und verließen zwangsweise ihre Wohnorte in Preußisch-Schlesien, sowie jene Besitzungen in der 1918 gegründeten Tschechoslowakei, die bis 1918 zu Österreichisch-Schlesien bzw. der späteren Slowakei (Oberungarn) gehörten. Sie gründeten für sich in der Nachkriegszeit eine neue Existenz. Während die meisten Personen in der heutigen Bundesrepublik Deutschland verblieben, leben zum Beispiel die Angehörigen des Zweiges Pitschen fast ausschließlich in der Slowakischen Republik, Argentinien, Irland und den USA.
Durch preußische Vereinigung von Namen und Wappen des Zweiges Matuschka-Kupferberg mit den im Mannesstamm erloschenen Reichsfreiherren von Greiffenclau, Erbtruchsesse des Mainzer Kurstifts (Babelsberg bei Potsdam 27. September 1862) mit dem Grafen Hugo von Matuschka Freiherrn von Toppolczan und Spaetgen begründete sich im 19. Jahrhundert die heute bekannte Familie der Grafen Matuschka-Greiffenclau („Graf von Matuschka, Freiherr von Greiffenclau, Freiherr von Toppolczan und Spaetgen“). Diese wird gelegentlich als „Haus Matuschka von Greiffenclau“ bezeichnet, ist jedoch ein Teil des Gesamthauses Matuschka (Linie Kupferberg).

## Besitzungen

### In Oberschlesien

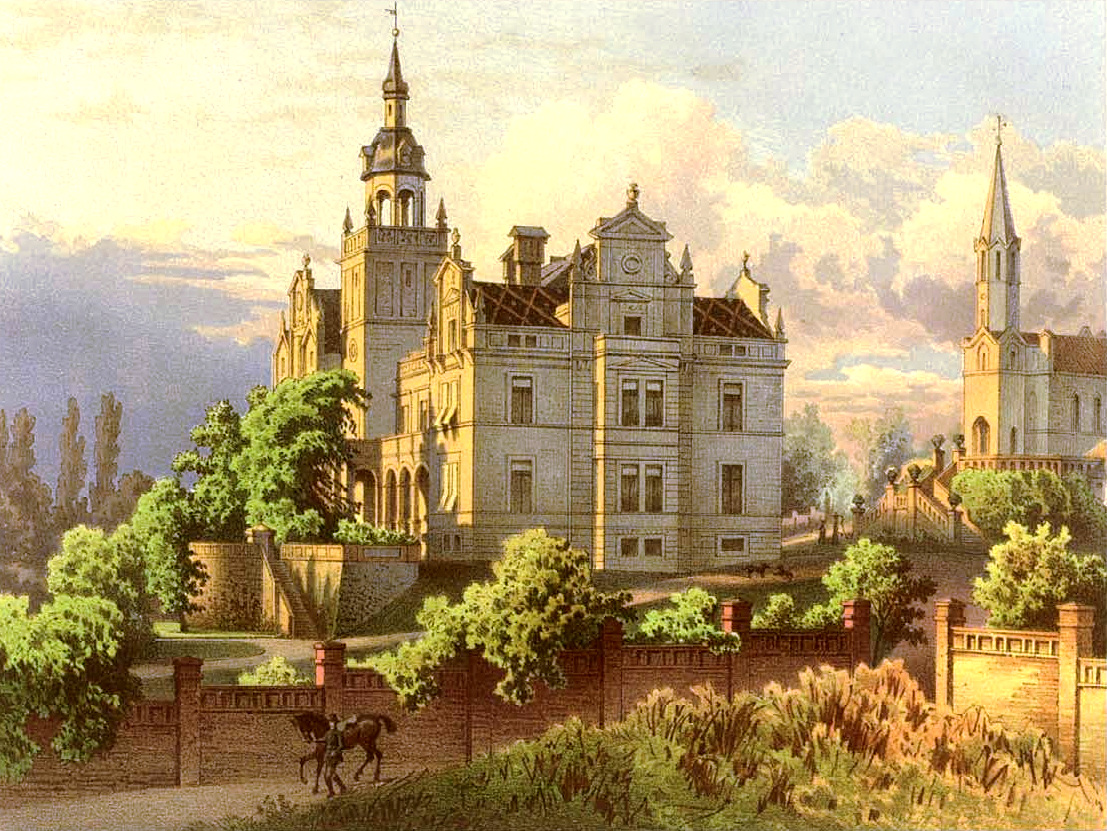
Schloss Bechau um 1860, Sammlung Alexander Duncker

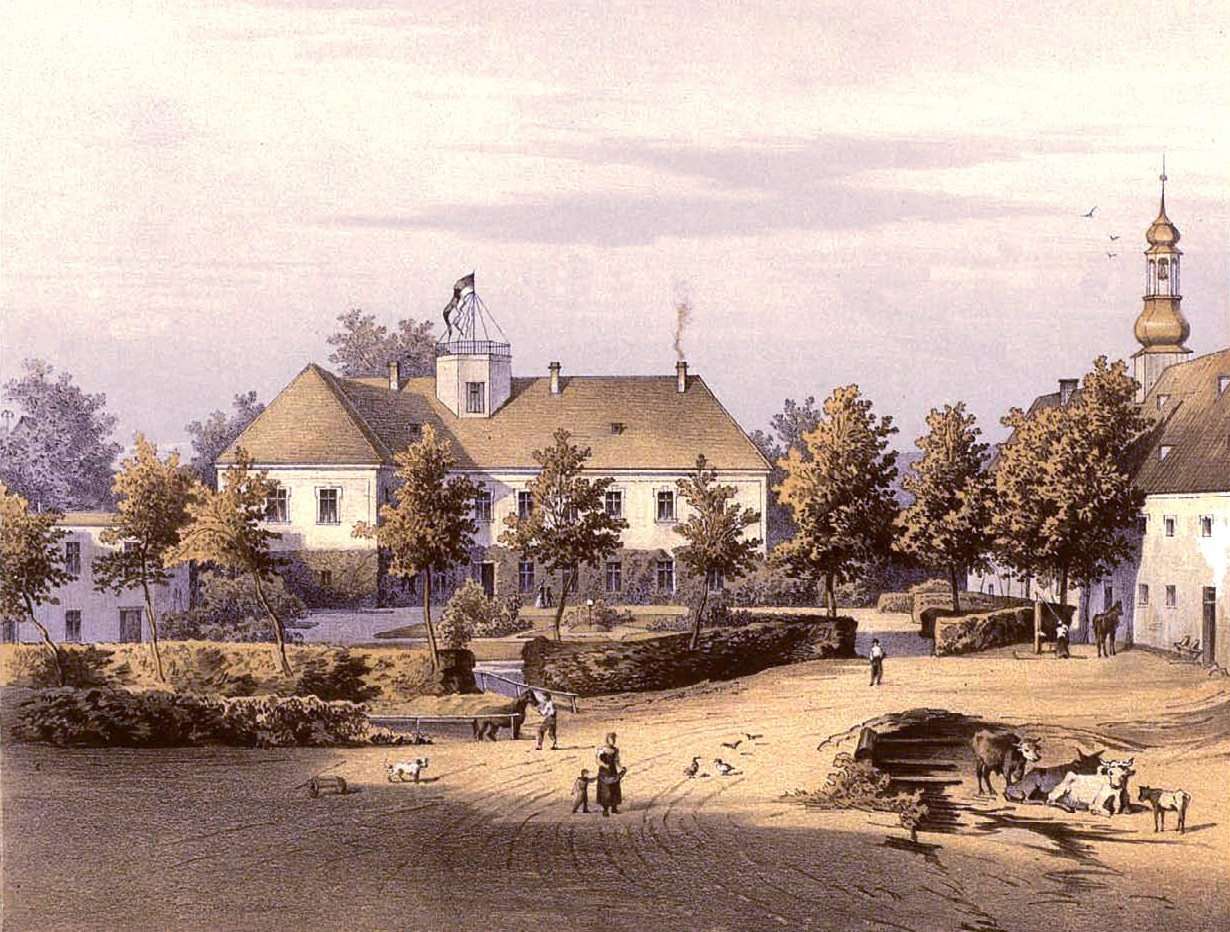
Schloss Klein Pramsen bei Neustadt

- Bechau, Landkreis Neisse; heute Biechów, Powiat Nyski (1856–1945)
- Klein Pramsen, Landkreis Neustadt O.S.; heute Prężynka, Powiat Prudnicki
- Polnisch bzw. Groß Neukirch, Landkreis Cosel; heute Polska Cerekiew, Powiat Kędzierzyńsko-Kozielski
- Zülz, Landkreis Neustadt O.S.; heute Biała Prudnicka, Powiat Prudnicki (1756–1841)

### In Niederschlesien
- Arnsdorf, Landkreis Hirschberg; heute Miłków, Powiat Jeleniogórski
- Gräditz, Landkreis Schweidnitz; heute Grodziszcze, Ortsteil von Schweidnitz
- Konradswaldau, Landkreis Neumarkt; heute Mrowiny[5], Powiat Świdnicki
- Kosel, Landkreis Bunzlau; heute Kozłów, Powiat Bolesławiecki
- Kupferberg, Landkreis Hirschberg; heute Miedzanka, Powiat Jeleniogórski
- Pitschen, Landkreis Neumarkt; heute Pyszczyn, Powiat Świdnicki

### In Mähren
- Dřevohostice, heute eine Gemeinde im Okres Přerov
- Lazníky, heute eine Gemeinde im Okres Přerov
- Przedmost/Předmostí, heute ein Stadtteil von Přerov
- Sandhübel, Österreichisch-Schlesien; jetzt Písečná, Okres Jeseník

### In der Slowakei
- Krencz/Krentz, Komitat Neutra; heute Krnča, Okres Topoľčany

### Im Rheingau

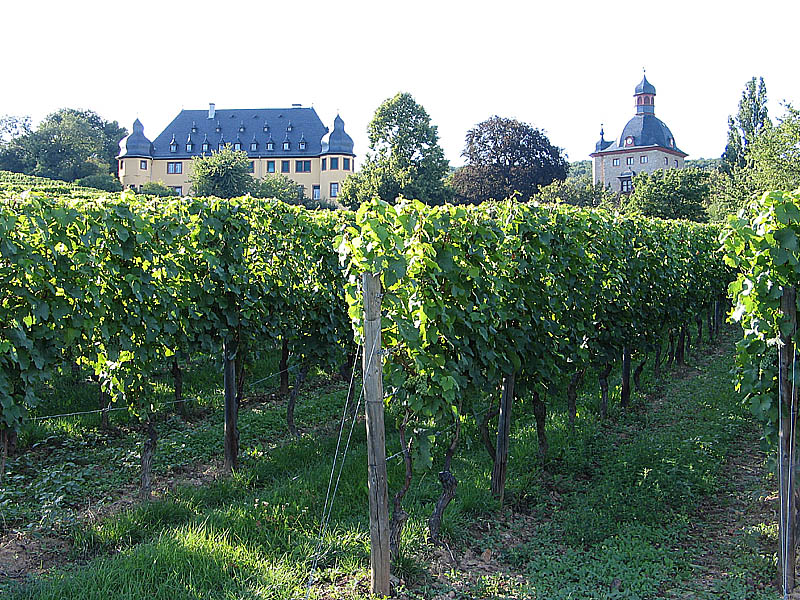
Schloss Vollrads

- Schloss Vollrads (bei Oestrich-Winkel, Rheingau)

### Im Thurgau (Schweiz)
- Schloss Hauptwil (seit 2020)

## Wappen
- Das Stammwappen zeigt in Rot einen nach rechts gekehrter Mann im silbernen Harnisch, den Helm mit drei (vier) Straußenfedern (rot-silber-rot) besteckt, rechts ein gezücktes Schwert schwingend, die linke Hand eingestemmt. Auf dem Helm mit schwarz-silbernen Decken ein nach unten gekehrter goldener Spitzhut (Federköcher), besteckt mit drei silbernen Straußenfedern, die mit Eschenkränzen umgeben sind.
- Das Grafenwappen nach dem Diplom von 1747 ist geviert mit goldenem Schildrand und belegt mit gekröntem rotem Herzschild, darin das Stammwappen Matuschka. Platz 1 und 4: in von Gold und Rot gespaltenem Feld zwei gekreuzte Spaten verwechselter Farbe (Freiherrn von Spaettgen), Platz 2 und 3: in Schwarz ein nach unten gekehrter Spitzhut, besteckt mit drei silberfarbigen Straußenfedern, die mit Eschenkränzen umgeben sind.
- Das Grafenwappen Matuschka-Greiffenclau ist wegen der Vermählung 1846 von Graf Hugo Matuschka mit Freiin Sophie von Greiffenclau, Fideikommissherrin auf Vollrads im Rheingau und Letzten ihres Geschlechts, nach dem Diplom von 1862 gespalten und belegt mit gräflich gekröntem Herzschild, darin das Stammwappen Matuschka. Vorne geviert wie 1747, hinten geviert mit dem Glevenrad der Freiherren Greiffenclau von Vollrads und dem Schräglinksbalken der erloschenen von Ippelbrunn. Davon gibt es eine Variante, die die Anzahl der Schildfelder vereinfacht darstellt.

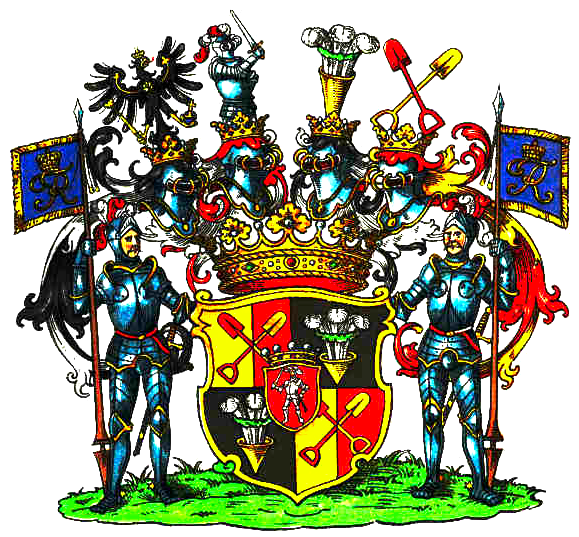
Wappen nach dem Grafendiplom von 1747
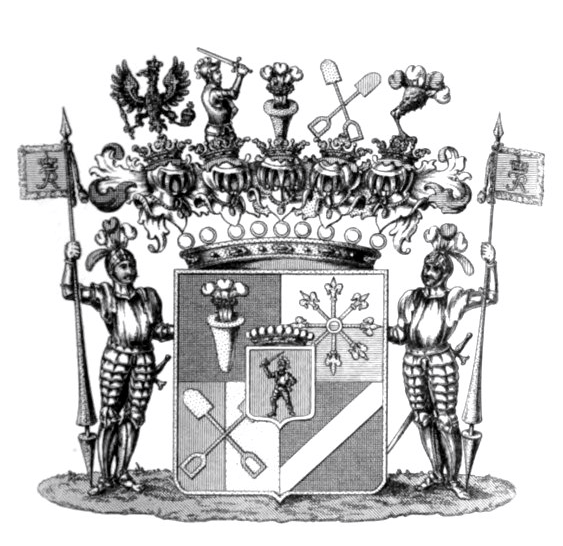
Grafenwappen Matuschka-Greiffenclau (Felderanzahl vereinfacht)
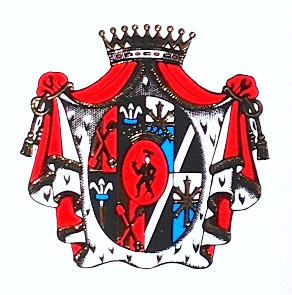
Grafenwappen Matuschka-Greiffenclau mit Wappenmantel

## Persönlichkeiten (Auswahl)

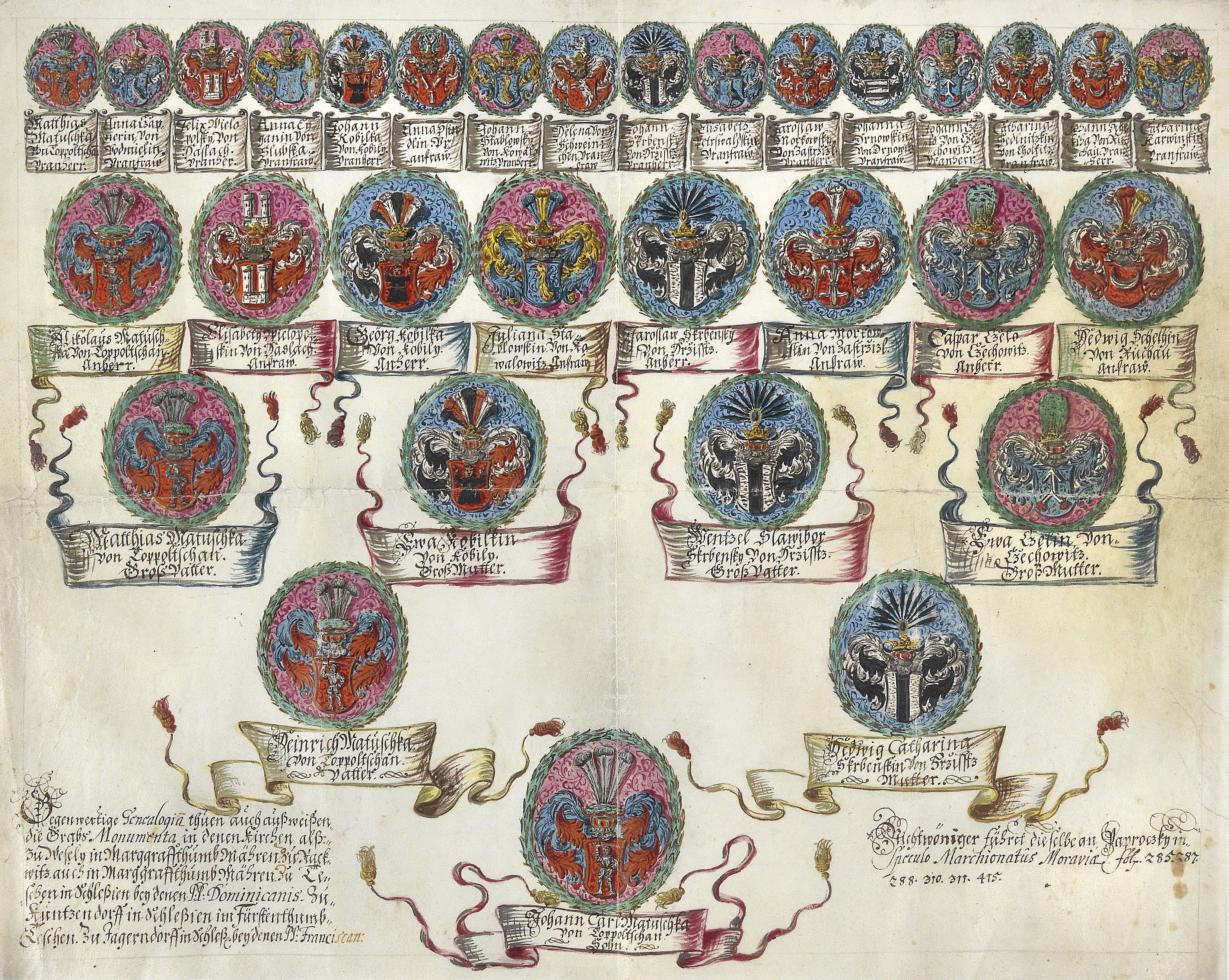
Wappen-Ahnentafel des Johann Karl Matuschka von Topolczan († 1692), Landeshauptmann von Jägerndorf und später Appellationsrat in Prag

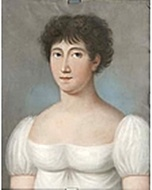
Antonie Leißring, geb. Gräfin von Matuschka, Gattin des Schauspielers Christian August Joachim Leißring (1777–1852), Pastellporträt des Frankfurter Künstlers Johann Jacob de Lose, 1810

- Jakub/Jakob von Laznik erwarb 1439 zusammen mit seinem Bruder Václav/Wenzel den Ort Miňůvky bei Kremsier und begründete den Familienzweig Miňovští z Lazník.
- Jíndřich/Heinrich Matuschka von Topolczan studierte in Olmütz und stand später in Diensten Karls von Liechtenstein und seiner Nachfolger. Er war mit Maria Czettritz von Kynsberg verheiratet und nach deren Tod mit Hedwig Katharina Skrbenský von Hříště. 1639 war er Landrichter, 1674 Landkämmerer und 1669–1676 Landeshauptmann von Jägerndorf. Starb am 20. Juli 1676.
- Jan Karel/Johann Karl Matuschka von Topolczan, Sohn des Vorstehenden, war ebenfalls Landeshauptmann von Jägerndorf und später Appellationsrat in Prag. Starb am 5. Februar 1692.
- Heinrich Gottfried von Mattuschka (1734–1779), Botaniker und Philosoph, Sohn des ersten Grafen Friedrich Rudolf
- Hugo Graf von Matuschka-Greiffenclau (1822–1898), Mitglied des Preußischen Herrenhauses, Weingutsbesitzer
- Guido von Matuschka-Greiffenclau (1847–1924), deutscher Verwaltungsbeamter, Hofbeamter und Gutsbesitzer
- Guido Graf von Matuschka (1849–1935), preußischer Generalmajor
- Franz von Matuschka (1859–1943), Mitglied des Reichstages, Stadtverordnetenvorsteher von Schöneberg (Berlin-Schöneberg), Geologe
- Hans Josef Otto Graf von Matuschka, Freiherr von Toppolczan und Spaetgen (1885–1968), Verwaltungsbeamter und Konsul
- Michael Graf von Matuschka (1888–1944), Mitglied des Preußischen Abgeordnetenhauses, Regierungspräsident, als Gegner des NS-Regimes in Berlin-Plötzensee hingerichtet
- Richard Graf Matuschka-Greiffenclau (1893–1975), auf Vollrads, Mitglied des Hessischen Landtages, Präsident und Ehrenpräsident des deutschen Weinbauverbandes
- Mario Graf Matuschka (* 1931), Staatssekretär a. D., Botschafter a. D.
- Erwein Graf Matuschka-Greiffenclau (1938–1997), Präsident des Verbands Deutscher Prädikatsweingüter (VDP)
- Albrecht Graf Matuschka (* 1944), Finanzdienstleister und Unternehmer
- Nikolaus Graf Matuschka (* 1963), Vorstandsvorsitzender (CEO) Hochtief Solutions AG in Essen
- Johannes von Matuschka (* 1974), Regisseur und Schauspieler

### Sekundärliteratur
- Hugo Weczerka (Hrsg.): Handbuch der historischen Stätten. Band: Schlesien (= Kröners Taschenausgabe. Band 316). Kröner, Stuttgart 1977, S. 17, 146, 257, 407, 508 und 588. ISBN 3-520-31601-3.
- Astrid Gräfin Matuschka, René Antonoff, Eva Hauck: Adels Gärten. Frauen von Adel laden ein in ihre exklusiven Landschaftsgärten, Lifestyle Busse Seewald, Stuttgart 2014. ISBN 978-3-7724-7378-4.